# هابرفیلد، نیو ساوت ولز
هابرفیلد (به انگلیسی: Haberfield) یک حومه شهر در استرالیا است که در نیو ساوت ولز واقع شده‌است.